# Beloften Eerste Divisie
De Beloften Eerste Divisie was tot 2013 de op een na hoogste voetbalcompetitie in  Nederland voor schaduwelftallen van Nederlandse voetbalclubs. De competitie werd georganiseerd door de KNVB. De kampioen promoveerde rechtstreeks naar de Beloften Eredivisie. Vanaf het seizoen 2012/13 werden de ploegen uit de Eredivisie en Eerste divisie samengevoegd en verdeeld over meerdere poules, waarna de winnaars streden om de landstitel.
De Reservecompetitie is sinds 2015 de voortzetting van de Beloften Eerste Divisie, voor clubs die met hun beloftenteam niet in wilden stromen in de voetbalpiramide.

## Geschiedenis
De Beloften Eerste Divisie was tot 2013 de op een na hoogste voetbalcompetitie in Nederland voor schaduwelftallen van Nederlandse voetbalclubs. De competitie werd georganiseerd door de KNVB. De kampioen promoveerde rechtstreeks naar de Beloften Eredivisie. De Eerste Divisie bestond tot 2009 uit een Eerste Divisie A en een Eerste Divisie B op basis van een regionale indeling, waarbij de kampioenen promoveerden naar de Eredivisie.
Vanaf het seizoen 2009/10 was er nog maar één Beloften Eerste Divisie en werd de Beloften Tweede Divisie opgericht. Dit was voor veel clubs, samen met de kosten, het signaal om het beloftenteam op te heffen of samen te laten gaan met andere clubs. Beide competities zouden uit 12 teams bestaan, maar door de grote uitval werd de Eerste Divisie uitgebreid tot 14 teams en ging de Tweede Divisie niet van start. In het seizoen 2010/11 nam het aantal deelnemers af tot acht en een seizoen later naar zeven.
In 2012 werd er door de clubs voor een nieuwe opzet gekozen. De ploegen uit de Eredivisie en Eerste divisie werden samengevoegd en verdeeld over drie poules van acht teams. Van augustus tot en met oktober wordt er dan een enkele competitie afgewerkt, waarna de bovenste en onderste vier van elke poule een normale competitie afwerken van oktober tot en met mei. Als het ware dus een Eredivisie en een eerste divisie. Doordat het speelschema hierdoor voller werd, werd het bekertoernooi geschrapt. De nieuwe naam werd Beloften Divisie B. 
In 2013 werd de opzet wederom gewijzigd werden alle beloftenteam samengevoegd en verviel de Beloften Eerste Divisie. De teams werden verdeeld over twee poules, waarna de winnaars streden om de landstitel.
Het seizoen erop werd er gestart meerdere poules van zes teams. Na het afwerken van deze poules, werd op basis van rangschikking een herindeling gemaakt van drie nieuwe poules met de nummers 1 en 2 samen, 3 en 4 in een poule en de nummers 5 en 6 ook apart in een poule. De poule met de nummers 3 en 4 kan derhalve gezien worden als voortzetting van de Beloften Eerste Divisie.
In 2015 moesten de clubs besluiten of ze hun beloftenteams wilden inschrijven voor de zogenoemde nieuwe voetbalpiramide, waarbij beloftenteams vanaf het seizoen 2016/17 instromen in de standaardcompetities. Elf teams namen deel aan deze Beloftencompetitie en de overige beloftenteams speelden in een Reservecompetitie waarbij geen promotie en degradatie mogelijk is. Deze Reservecompetitie wordt hier sindsdien gezien als voortzetting van de Beloften Eerste Divisie.

## Kampioenen
- 2001: Excelsior 2 (A) & AZ 2 (B)
- 2002: Jong RKC Waalwijk (A) & Jong ADO Den Haag (B)
- 2003: Jong FC Volendam (A) & Jong Excelsior (B)
- 2004: Jong Heracles Almelo (A) & Jong ADO Den Haag (B)
- 2005: Jong AZ (A) & Jong NEC (B)
- 2006: Jong FC Groningen (A) & Jong Sparta Rotterdam (B)
- 2007: Jong ADO Den Haag (A) & Jong NAC Breda (B)
- 2008: Jong De Graafschap (A) & Jong Feyenoord (B)
- 2009: Jong ADO Den Haag (A) & Jong Helmond Sport (B)
- 2010: Jong Heracles Almelo
- 2011: Jong FC Utrecht
- 2012: Jong Willem II
- 2013: Jong AZ
- 2014: geen competitie
- 2015: Jong FC Utrecht